# Залізничний роз'їзд 299
Залізничний роз'їзд 299 (рос. 299) — залізничний роз'їзд у Палласовському районі Волгоградської області Російської Федерації.
Населення становить 28 осіб. Входить до складу муніципального утворення Ельтонське сільське поселення.

## Історія
Населений пункт розташований у межах українського історичного та культурного регіону Жовтий Клин.
Згідно із законом від 30 грудня 2004 року № 982-ОД органом місцевого самоврядування є Ельтонське сільське поселення.

## Населення
| 2010 |
| ---- |
| 28   |